# Igor Graus
Igor Graus (Besztercebánya, 1960. február 17. – 2020. december 4.) szlovák történész, levéltáros.

## Élete
Az általános iskoláit 1966-1968 között Párizsban, 1968-1975 között Besztercebányán, a gimnáziumot 1975-1979 között szintén Besztercebányán végezte. 1979-1984 között végzett történelem-szlovák szakon a besztercebányai Pedagógiai Karon. Később a Comenius Egyetemen szerzett kisdoktori címet.
1985-1988 között a besztercebányai Középszlovákiai Múzeumban dolgozott történészként. 1988-tól a Besztercebányai Állami Levéltárban dolgozik, melynek 1992 óta igazgatója.
Többek között regionális történelemmel, falerisztikával, heraldikával foglalkozik. Több folyóiratban publikál, például Historický časopis, Slovenská archivistika, Vojenská história. A szlovákiai falerisztikai kutatások úttörője, 1985-től tagja a Szlovák Numizmatikai Társaságnak, 1991-től a Szlovák Genealógiai-Heraldikai Társaságnak, 1992-től a Szlovák Levéltárosok Társaságának és több szlovákiai heraldikai bizottságnak. Első alelnöke a Szlovák Történelmi Társaságnak.

## Elismerései
- 2013 Magyar Arany Érdemkereszt[2]

## Művei
- 1992 Historický rakúsky rád Salamandra. Hradec Králové
- 1994 Zápas o banskobystrické mestské výsady v 1. štvrtine 16. storočia. Historický časopis
- 1995 Banskobystrické Kirchenhistorien z rokov 1595-1670. Ku zdroju najstarších matričných záznamov na území Slovenska. Slovenská archivistika
- 1996 Dračí rád Žigmunda Luxemburského a jeho symbolika. Slovenská archivistika
- 1996 Štátne vyznamenania Slovenskej republiky. Bratislava
- 1998 Špitál svätej Alžbety ako predmet zápasu Banskej Bystrice s turzovsko – fuggerovským Mediarskym podnikom v prvej polovici 16. storočia. Historický časopis
- 1998-1999 K vymedzeniu faleristiky ako vednej disciplíny I-II. Slovenská archivistika
- 1999 Zápas mesta Banskej Bystrice s vedením turzovsko – fuggerovského Mediarskeho podniku o správu baníckeho bratstva Božieho tela. Historický časopis
- 1999 Laické rytierské rády 14.-20. storočia. Stav a perspektívy výskumu. Vojenská história
- 2000 Vývoj fortifikácie Banskej Bystrice do konca 16. storočia v podmienkach špecifík pasívnej obrany stredoslovenských banských miest. Vojenská história
- 2000 K lokalizácii neznámej (piatej) bašty v banskobystrickom hradnom areáli. Archaeologia historica. Brno
- 2001 Paleografická čítanka. Pomôcka pre čítanie rukopisov z 12.-19. storočia. Martin
- 2001-2002 Náčrt vývoja faleristického bádania s osobitným zreteľom na Slovensko I-IV. Slovenská archivistika
- 2002 Zur ältesten Gestalt des Wappens von Neusohl. Turul
- 2003 Stav a perspektívy faleristického bádania na Slovensku. In: Genealógia, heraldika a príbuzné disciplíny. Stav a perspektívy. Martin
- 2005 Mešťan a jeho voľný čas. In: Z Bardejova do Prešporku. Bratislava
- 2005 Zápas Banskej Bystrice s turzovsko – fuggerovským mediarskym podnikom o banské a troskové odvaly. Historický časopis
- 2006 Vojenská symbolika Slovenskej republiky. Vojenské zástavy, rovnošaty, hodnosti, vyznamenania, znaky a odznaky. Bratislava
- 2006 Uhorský rád Draka a jeho insígnie. Vojenská história
- 2007 Portréty komorských grófov a osobností baníctva a hutníctva na území Slovenska v 16.-19. storočí. Košice
- 2017 Pro virtute et merito – Vznik a vývoj vyznamenaní do roku 1815